# Ghetto (chanson)
Pour les articles homonymes, voir Ghetto.
Singles de Akon
Find Us
(2004) Baby, I'm Back
(2005)
Ghetto est un single interprété par le chanteur américain Akon issu du son premier album studio, Trouble. Le single est sorti vers la fin de l'année 2004 et officiellement en début de l'année 2005, il est devenu un succès sur radio après que DJ Green Lantern l’a remixé. Il a atteint le numéro 90 sur Billboard Hot 100.

## Clip vidéo
La vidéo a été filmée en août 2004. dans plusieurs quartiers pauvres au New Jersey, Nouveau-Mexique, Arizona, Londres et à Paris et a été réalisée par Little X. Pendant qu'Akon visite tous ces ghettos, la vidéo montre la situation des gens qui y vivent (des adolescents, des enfants, des adultes des filles, des vieilles). On voit des graffitis sur les murs. On voit aussi un homme triste qui est allé à une église pour prier. Vers la fin de la vidéo, Akon porte sur lui un tricot sur lequel il y a le drapeau de son pays d’origine, le Sénégal.
Une partie du clip tourné à Paris contient les apparitions de Booba et Disiz La Peste (Distribué par la même maison de disques, Barclay) aussi originaires du Sénégal.

## Contenu lyrique
Les paroles de la chanson décrivent le cycle de la pauvreté subi par les populations des banlieues pauvres des grandes villes. Akon décrit l'oppression physique et psychologique à laquelle ces résidents sont confrontés. Quand il dit You'll keep on fallin’ / And noone can here you calling (Tu continue de chuter / Et personne ne peut t'entendre appeler), il expose à quel point ces populations sont laissées à leur sort. Il indique que c’est toujours un combat dans le ghetto et qu’ils sont forcés d’avoir des activités illégales pour se nourrir.

## Remix
Il y a trois remix de cette chanson : Un remix international featuring Ali B et Yes R, et deux rappeurs Hollandais-Marocains la chanson a été #3 aux Pays-Bas; un autre remix featuring le rappeur 2Pac et The Notorious B.I.G. avec des paroles de la chanson Everyday Strugglede sorti sur l’album Ready to Die), et un autre remix avec les paroles de la chanson Ghetto Gospel de Tupac. Il y a également un autre remix reggaeton avec Tego Calderón.

## Classement
| Classement (2004-2005)         | Meilleure position |
| ------------------------------ | ------------------ |
| Pays-Bas (Single Top 100)      | 2                  |
| États-Unis (Hot 100)           | 92                 |
| États-Unis (R&B/Hip-Hop Songs) | 53                 |